# Taşbaşı, Dalaman
Taşbaşı là một xã thuộc huyện Dalaman, tỉnh Muğla, Thổ Nhĩ Kỳ. Dân số thời điểm năm 2011 là 466 người.